# Brahmagupta

Brahmaguptova věta

Brahmagupta (598 Bhinmal – 668 Udždžain) byl indický matematik a astronom, první, který užíval nulu, a který použil matematiku a algebru pro popis a předpovídání astronomických událostí.

## Život
Brahmagupta se narodil patrně roku 598 ve městě Bhillamala, dnešním Bhinmalu v Rádžasthánu v severozápadní Indii, kde asi prožil část svého života. Město bylo tehdy centrem Gurdžárské říše, které vládl král Vyaghramukha. Snad s jeho podporou se stal vedoucím astronomické observatoře ve vzdáleném Udždžainu ve střední Indii, kde také psal svá díla. V nejznámějším z nich, Brāhmasphuṭa-siddhānta („Opravené pojednání Brahmovo“), které je psáno ve verších, jednak kritizoval názory předchozích matematiků a astronomů (Árjabhatova škola), jednak formuloval základy aritmetiky včetně záporných čísel a počítání s nulou a vyřešil celou řadu dalších otázek a problémů. K matematickým a astronomickým otázkám ho podle všeho přivedl nábožensko-mystický problém jug (epoch) v hinduismu. Jeho současník Bháksara II. jej nazýval "Ganita Čakra Čudamani", což lze přeložit jako "klenot mezi matematiky".
Podle perského učence Aliborona (973-1048) přivezl perský vyslanec v Indii kopii knihy do Bagdádu, kde byla přeložena do arabštiny jako Sindhind. Tak se do arabského světa dostal i indický číselný systém dnes známý jako "arabské číslice". Sindhind byl sice ve středověku přeložen do latiny, na evropskou matematiku však neměl velký vliv, a tak byl Brahmagupta Evropany objeven až ve 20. století.

## Matematika
V knize Brāhmasphuṭa-siddhānta z roku 628 Brahmagupta jako první zavedl nulu jako plnoprávnou číslici a stanovil pravidla pro počítání se zápornými čísly (která byla ovšem známa už před ním). Uvádí také řešení obecné lineární rovnice a vzorce pro řešení kvadratické rovnice. Základní aritmetické operace (které znali už Babyloňané kolem roku 2500 př. n. l.) zapisoval podobně jako Řekové: sčítance psal vedle sebe, nad záporným číslem psal tečku, dělence a dělitele psal pod sebe (bez zlomkové čáry) a násobení, odmocňování a neznámé veličiny zapisoval zkratkou. Není známo, že by byl při tom ovlivněn řeckou matematikou, možná se obojí nezávisle inspirovali v Babylonii.
Brahmagupta dále uvádí návod na některé operace se zlomky a pro součet druhých a třetích mocnin od 1 do n. Ideu nuly nevymyslel jako první, ale jako první ukázal, jak s ní operovat a zapojit do rovnic. Od dnešní matematiky lišil v tom, že podíl 0/0 kladl roven nule. Záporná čísla nazýval dluh, kladná zisk (možný překlad je též majetek nebo bohatství). Zabýval se také diofantickými problémy.
Matematiku rozdělil na dvě části pati-ganita (matematika postupů či algoritmů) a bija-ganita (matematika rovnic).

## Geometrie
V knize Brāhmasphuṭa-siddhānta uvádí 24 hodnot funkce sinus a kvadratický interpolační vzorec pro mezilehlé hodnoty úhlů. Popisuje různé konstrukce trojúhelníků a čtyřúhelníků a formuluje větu pro (přibližný) výpočet plochy vepsaných čtyřúhelníků z délek jejich stran. Pro číslo π uvádí jako přibližnou hodnotu 3, jako přesnou odmocninu z deseti (3,16). Brahmaguptova věta říká, že u vepsaného čtyřúhelníku s kolmými úhlopříčkami kolmice, spuštěná z průsečíku úhlopříček na jednu ze stran, půlí protější stranu.

## Astronomie
Astronomické poznatky shrnul zejména do druhé knihy, kterou od něj známe, která nesla název Khanda-khādyaka. Napsal ji v roce 665, ve svých 67 letech. Brahmagupta v ní dokazuje, že Měsíc je k Zemi blíž než Slunce, protože jinak by jeho přivrácená strana musela být vždycky osvětlená, a uvádí výpočet měsíčního srpku z úhlové vzdálenosti obou těles. Popisuje také metodu pro výpočet zatmění Měsíce i Slunce a pro výpočet poloh planet (efemeridy). Tvrdil, že Země je koule a že se pohybuje; na námitku, že by kameny musely na jedné straně padat vzhůru, podle Aliborona odpovídá, že naopak je přirozeností Země, že hmotné předměty přitahuje a drží. Na druhou stranu odmítl názor, že by se země otáčela okolo své osy, s argumentem, že by velké budovy v takovém případě musely spadnout. Tento spor měl ovšem i náboženský podtext, neboť s myšlenkou otáčení kolem osy přišli džinisté a Brahmagupta jako radikální hinduista se snažil bojem proti jejich názorům potlačit jejich stoupající vliv v indické společnosti.
Již v prvé knize stanovil délku astronomického roku na 365 dní, 6 hodin, 5 minut a 19 sekund, což je jeden nejpřesnějších starověkých odhadů a má pozoruhodně blízko ke skutečné hodnotě 365 dní, 5 hodin, 48 minut a přibližně 45 sekund. Ve druhé knize Khanda-khādyaka revidoval svůj závěr a délku roku opravil na 365 dní, 6 hodin, 12 minut a 36 sekund, čímž se dnes známé reálné hodnotě poněkud vzdálil. Patrně proto, že převzal závěr Árjabhaty. Celá kniha je jím velmi ovlivněna, Brahmagupta zde například přebírá a propaguje jeho názor, aby se den začínal měřit od půlnoci.
I v této druhé práci se okrajově zaobírá matematikou, užívá například interpolační vzorec, který používá k výpočtu sinusů.

## Spisy
- Cadamekela (624)
- Brahmasphuta-siddhanta (628)
- Khandakhadyaka (665)
- Durkeamynarda (672)